# Собутка
Собутка (пол. Sobótka, нем. Zobten am Berge) — город в Польше, входит в Нижнесилезское воеводство, Вроцлавский повят. Имеет статус городско-сельской гмины. Занимает площадь 32,2 км². Население 6729 человек (на 2004 год).

## Города-побратимы
- Соботка, Чехия

## Галерея

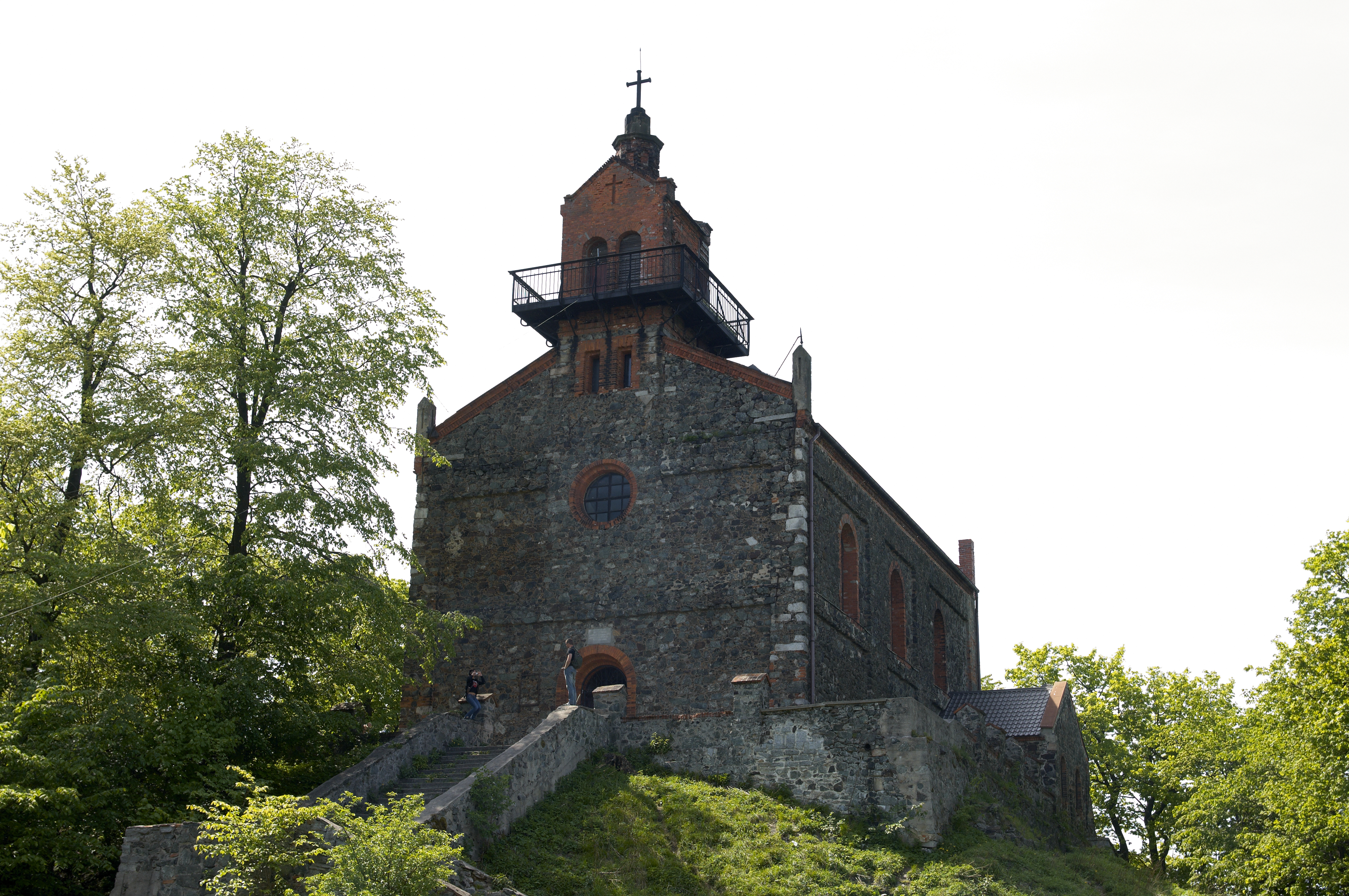
Церковь
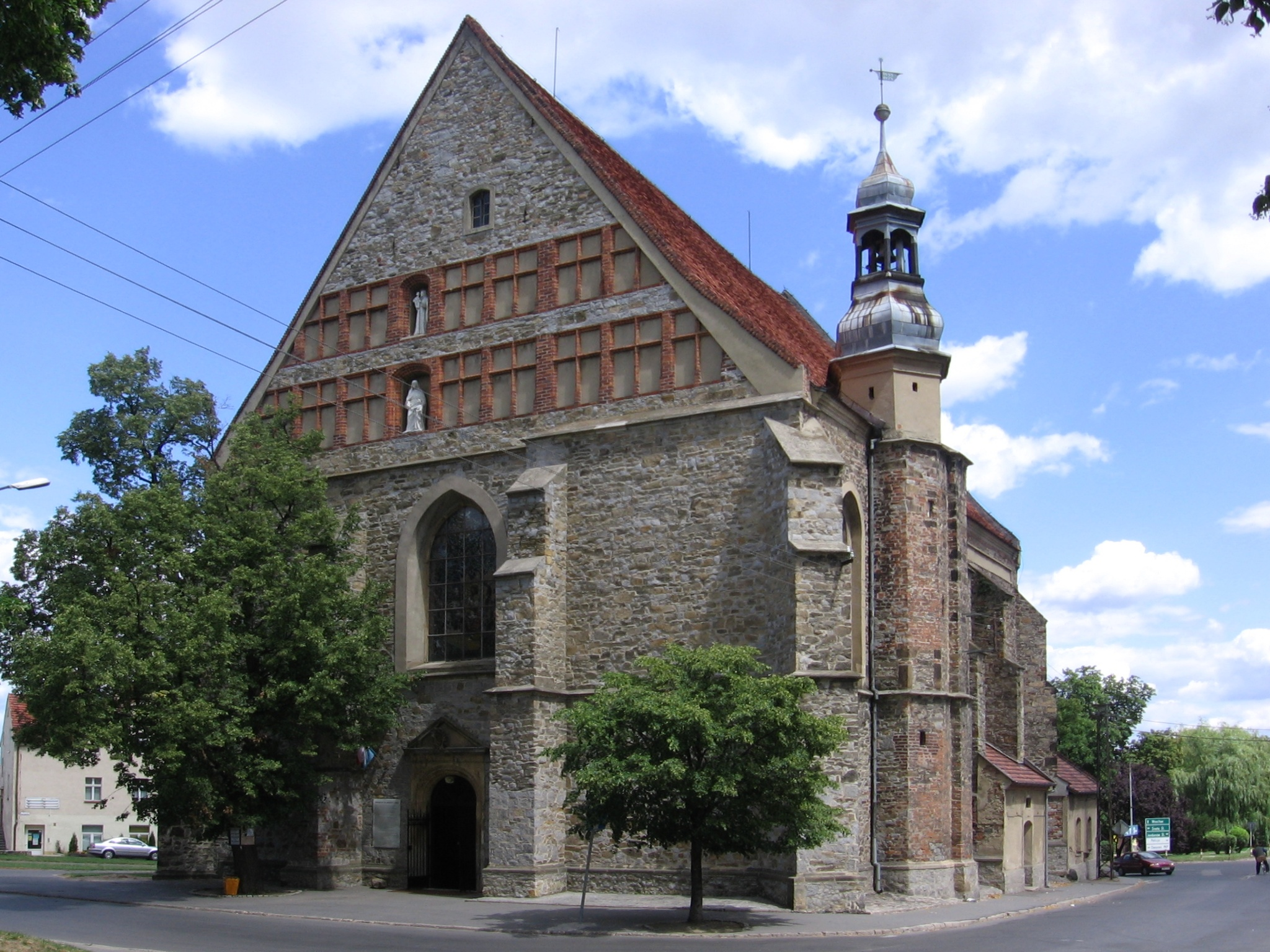
Церковь Св. Анны
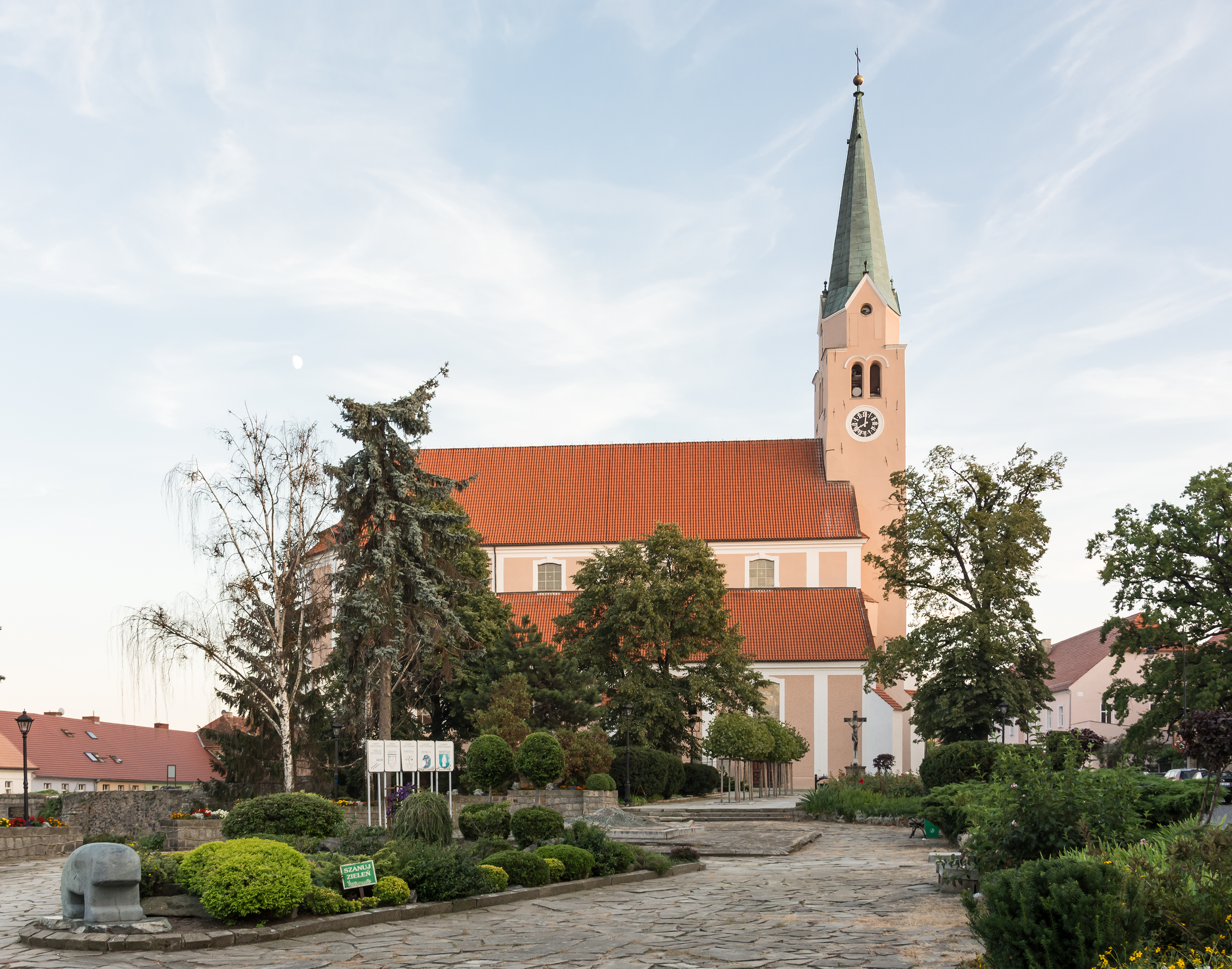
Церковь Ап. Якова
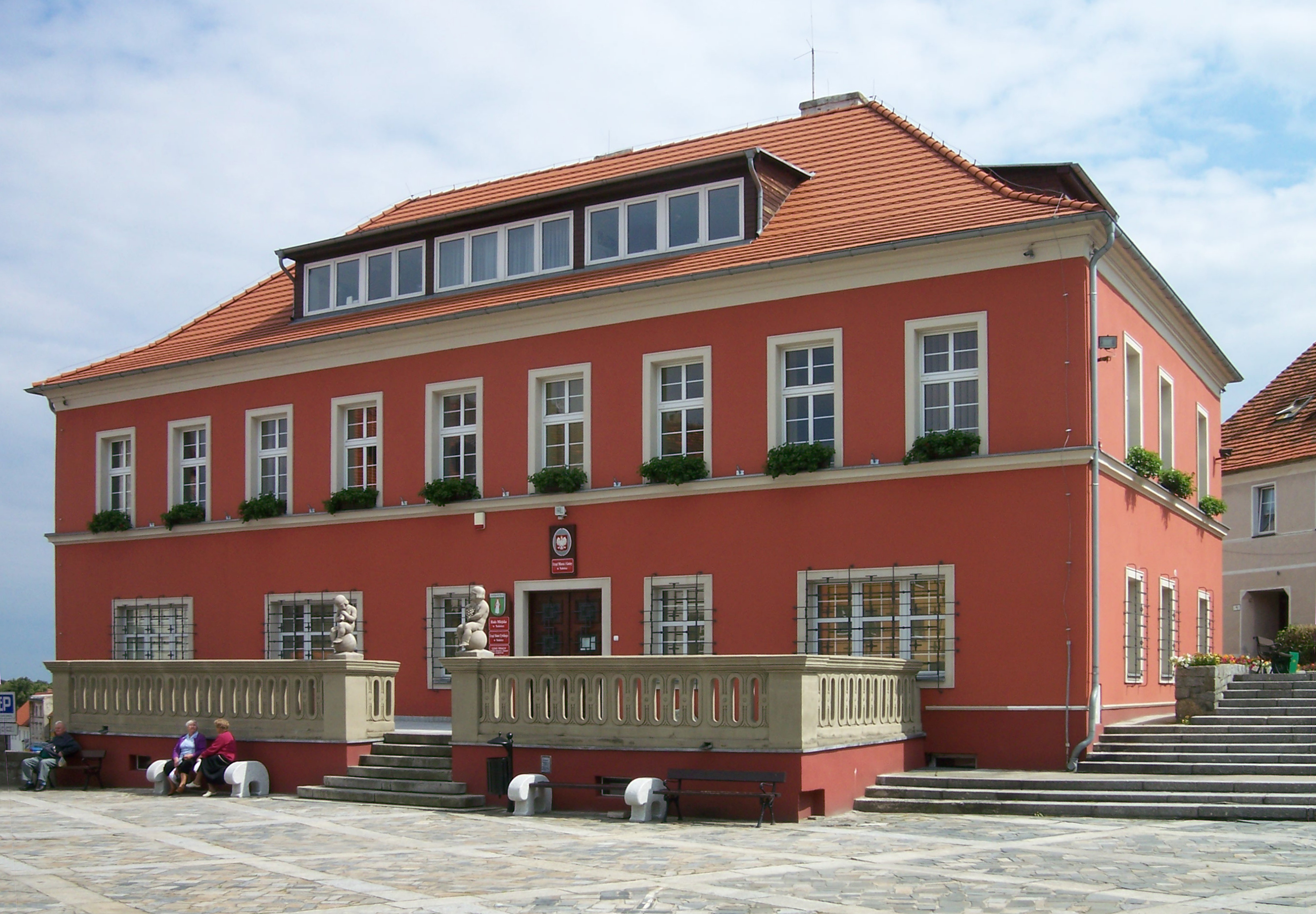
Ратуша
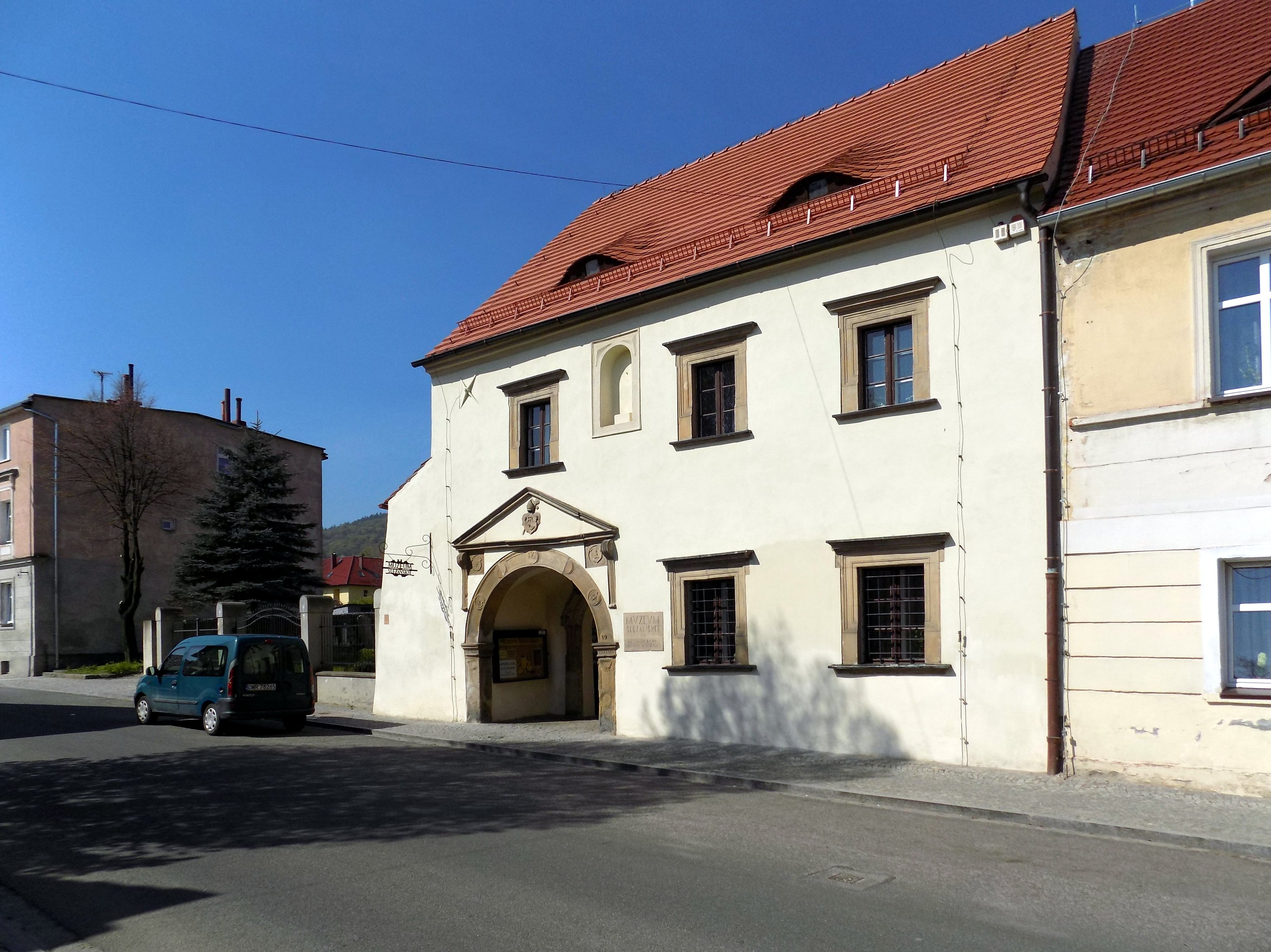
Музей
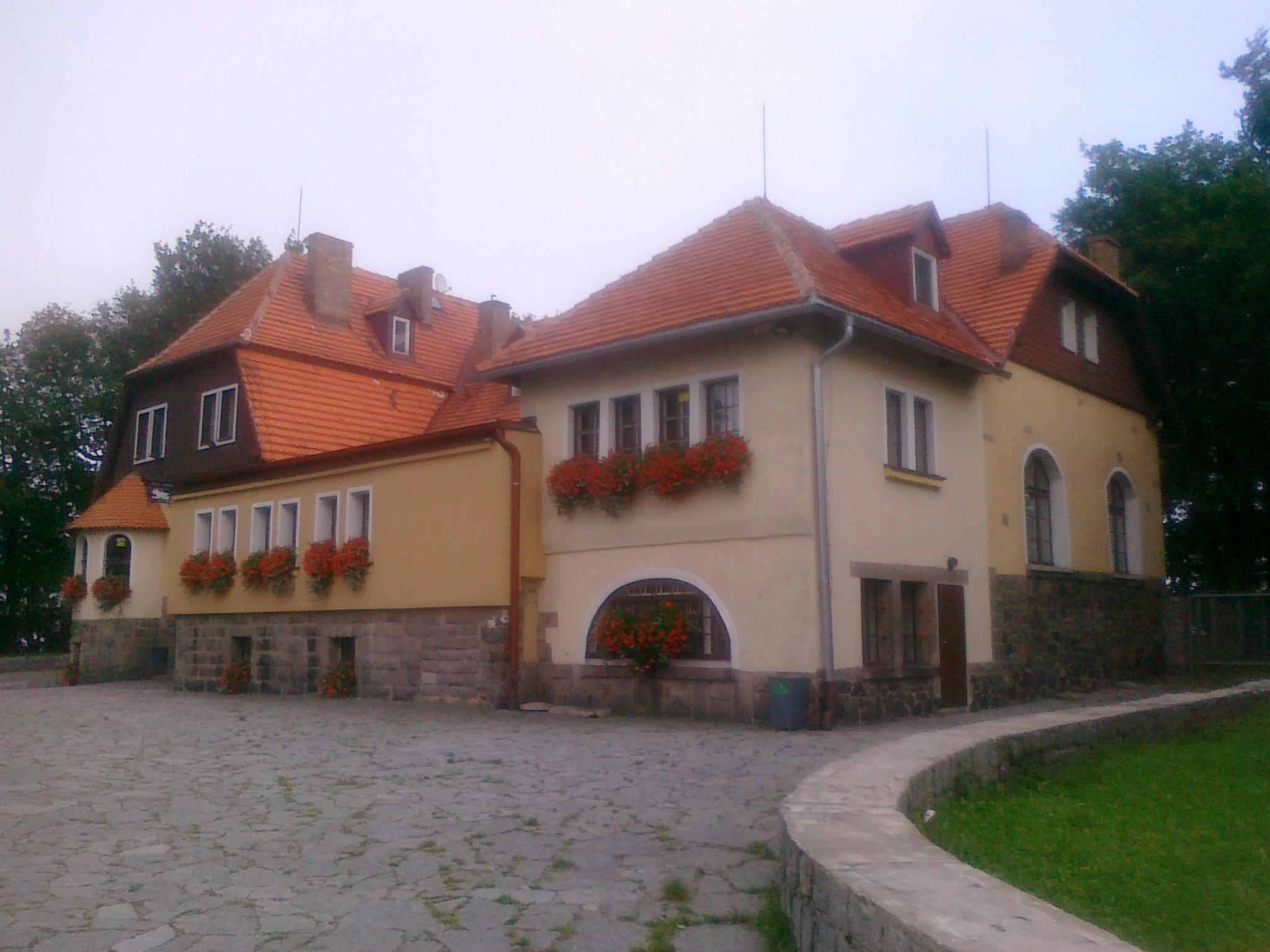
Старинная вилла
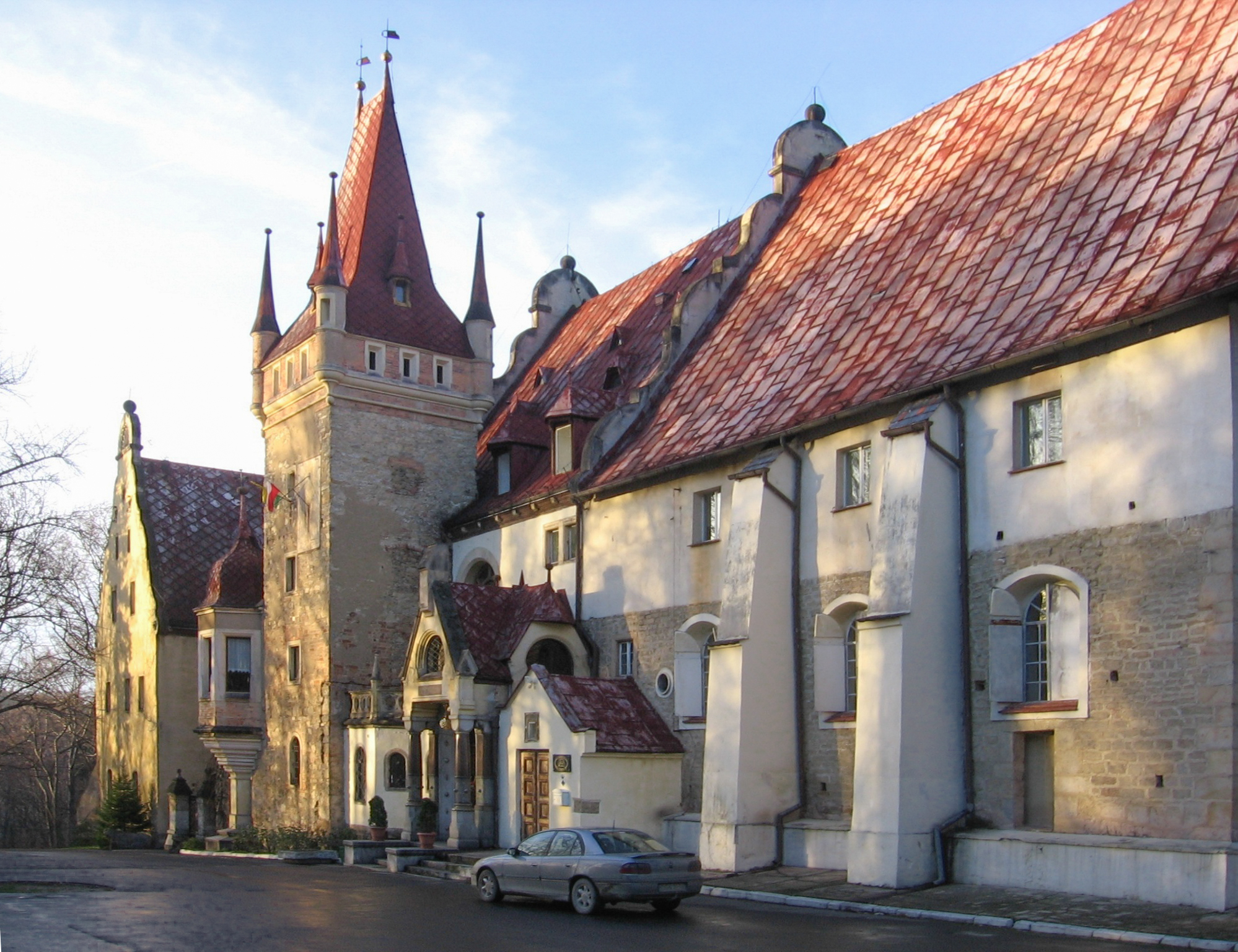
Замок
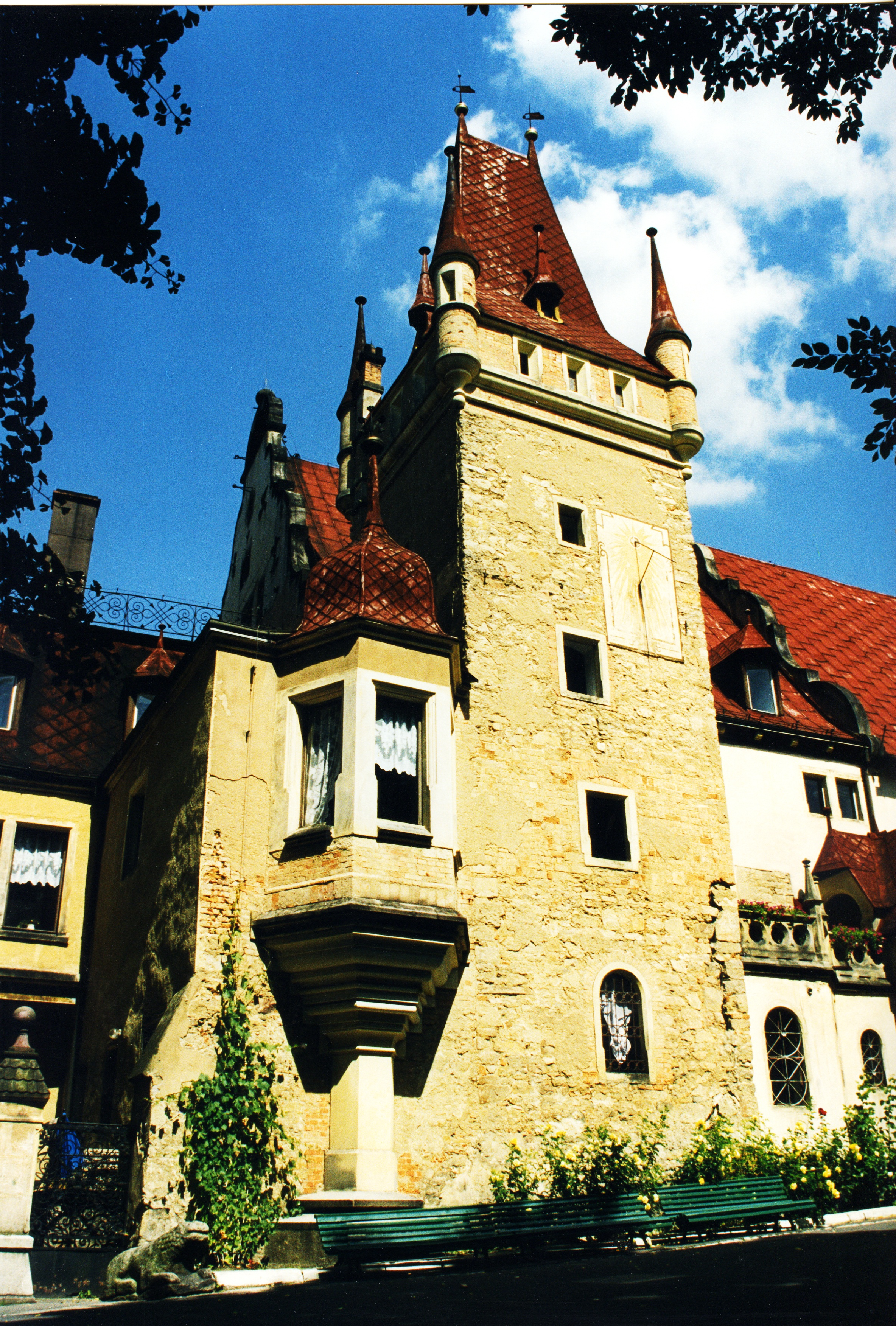
Замок
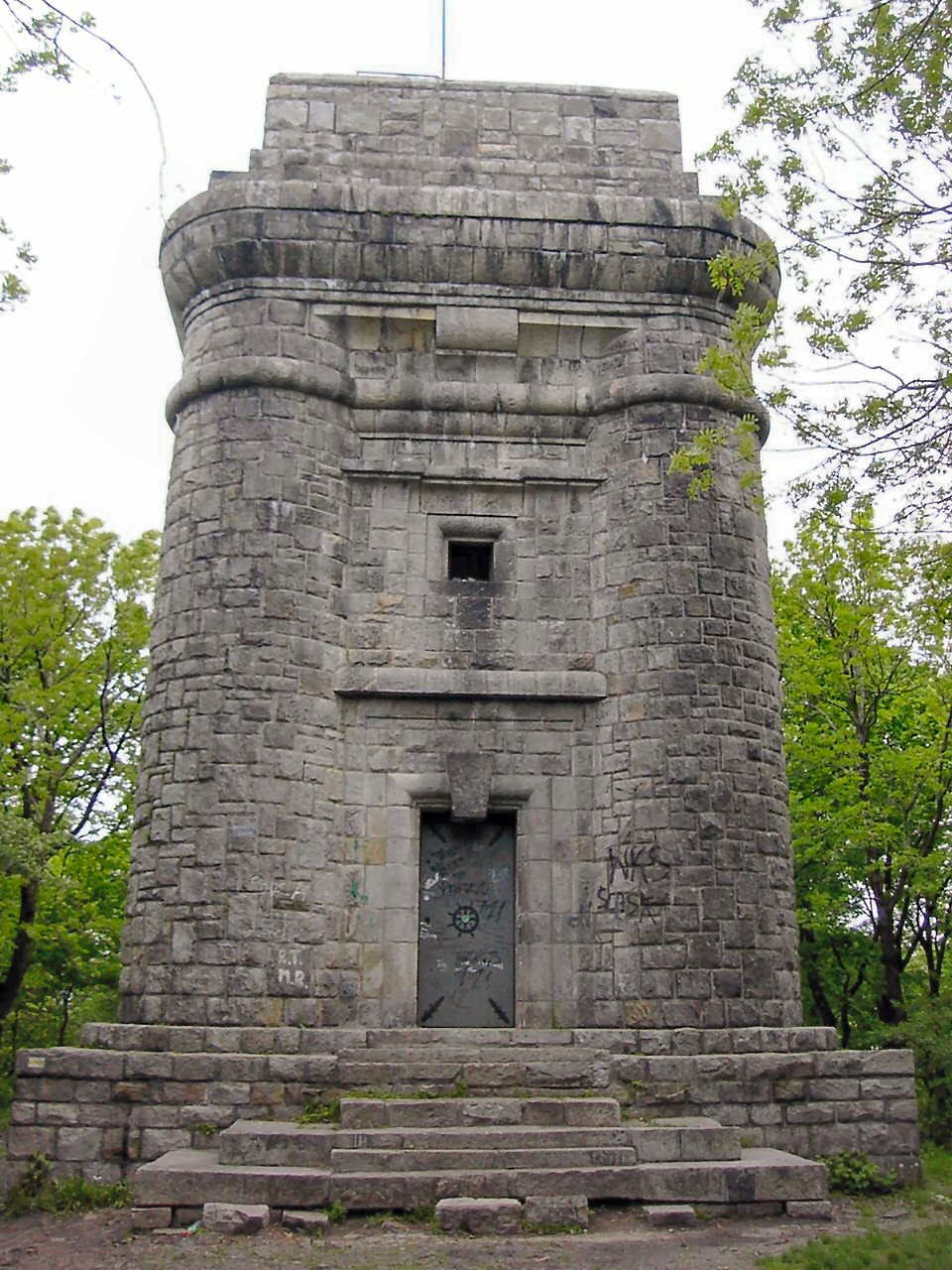
Башня Бисмарка
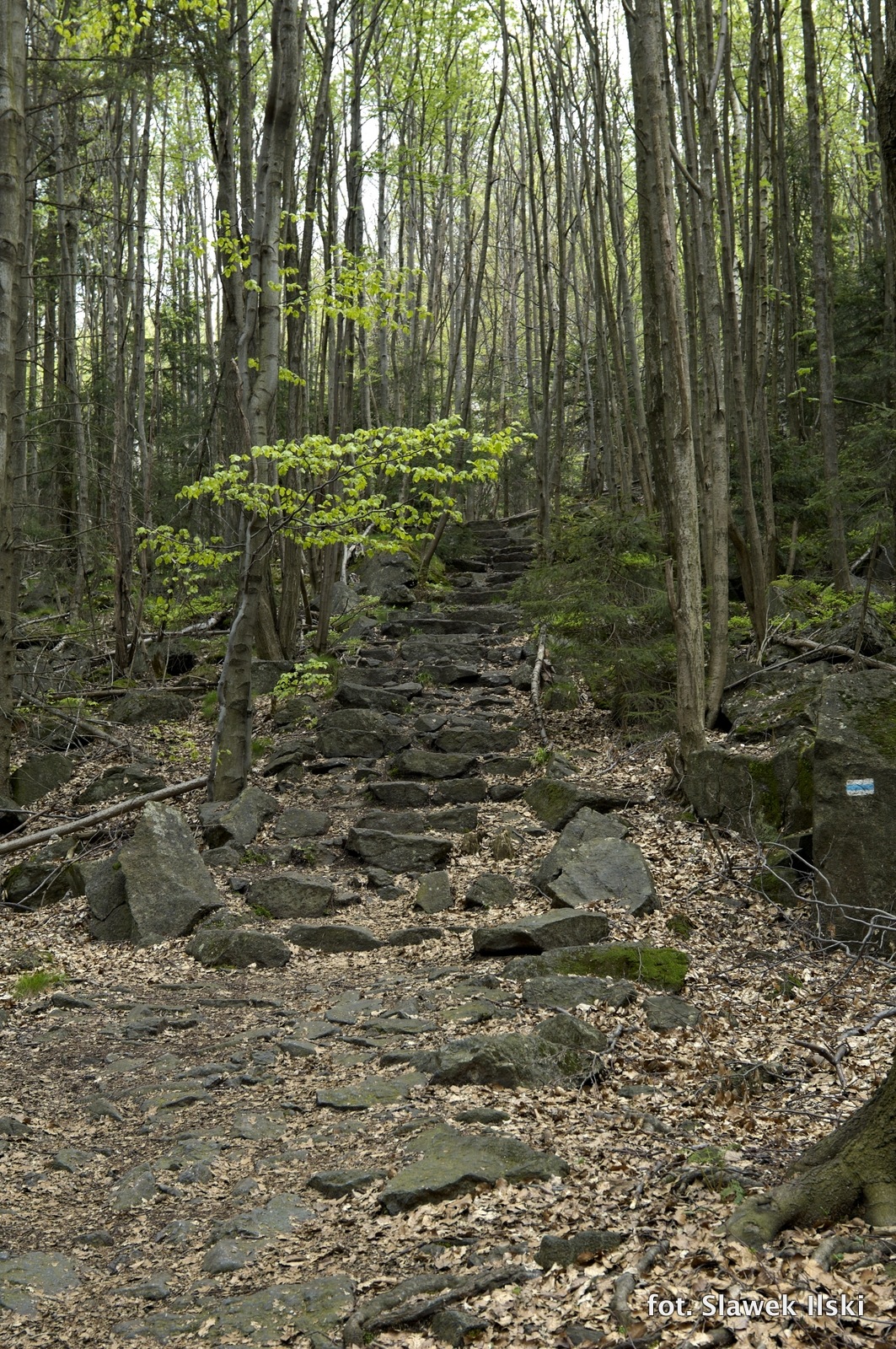
Старая лестница в лесу
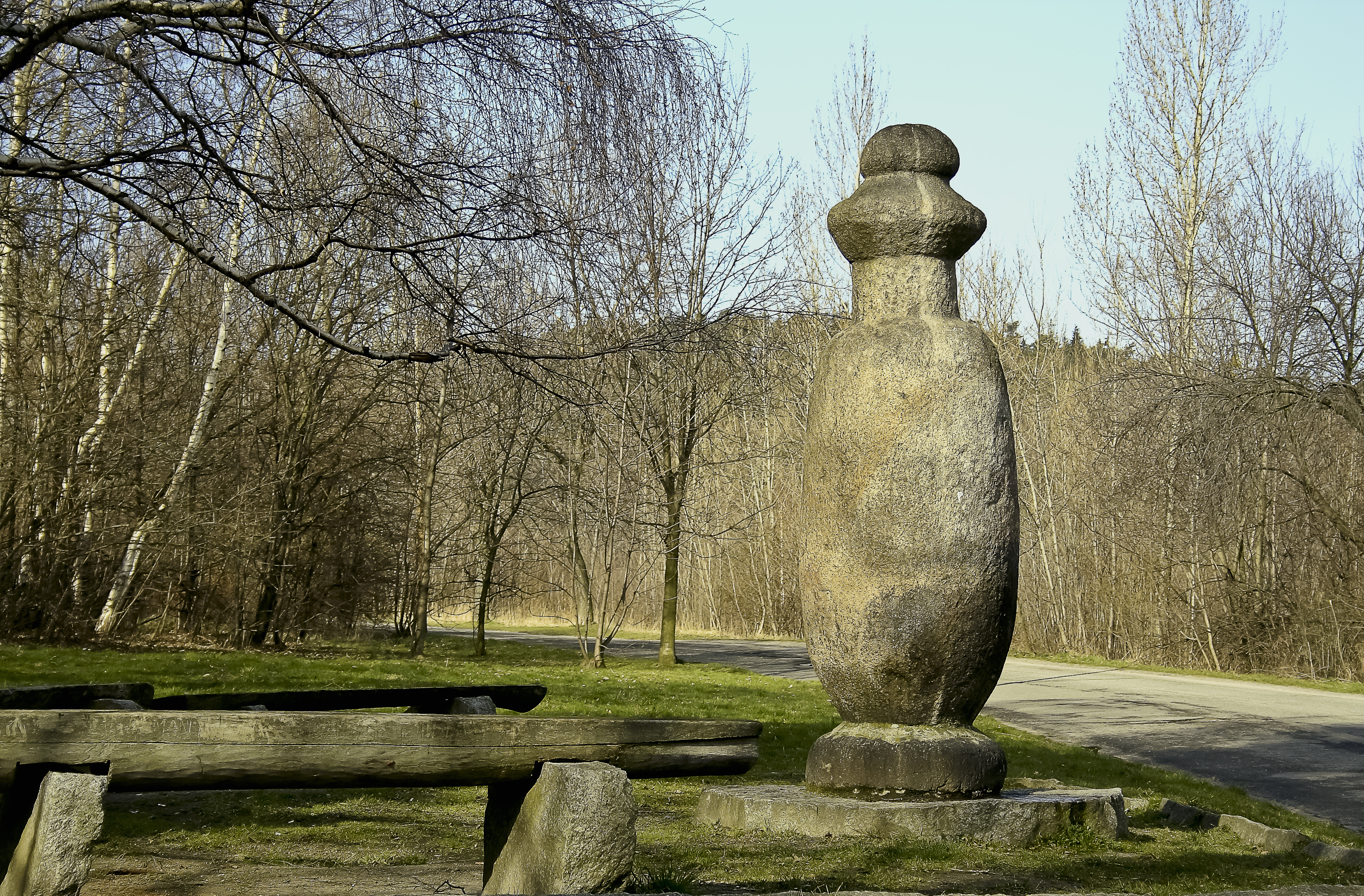
Мних
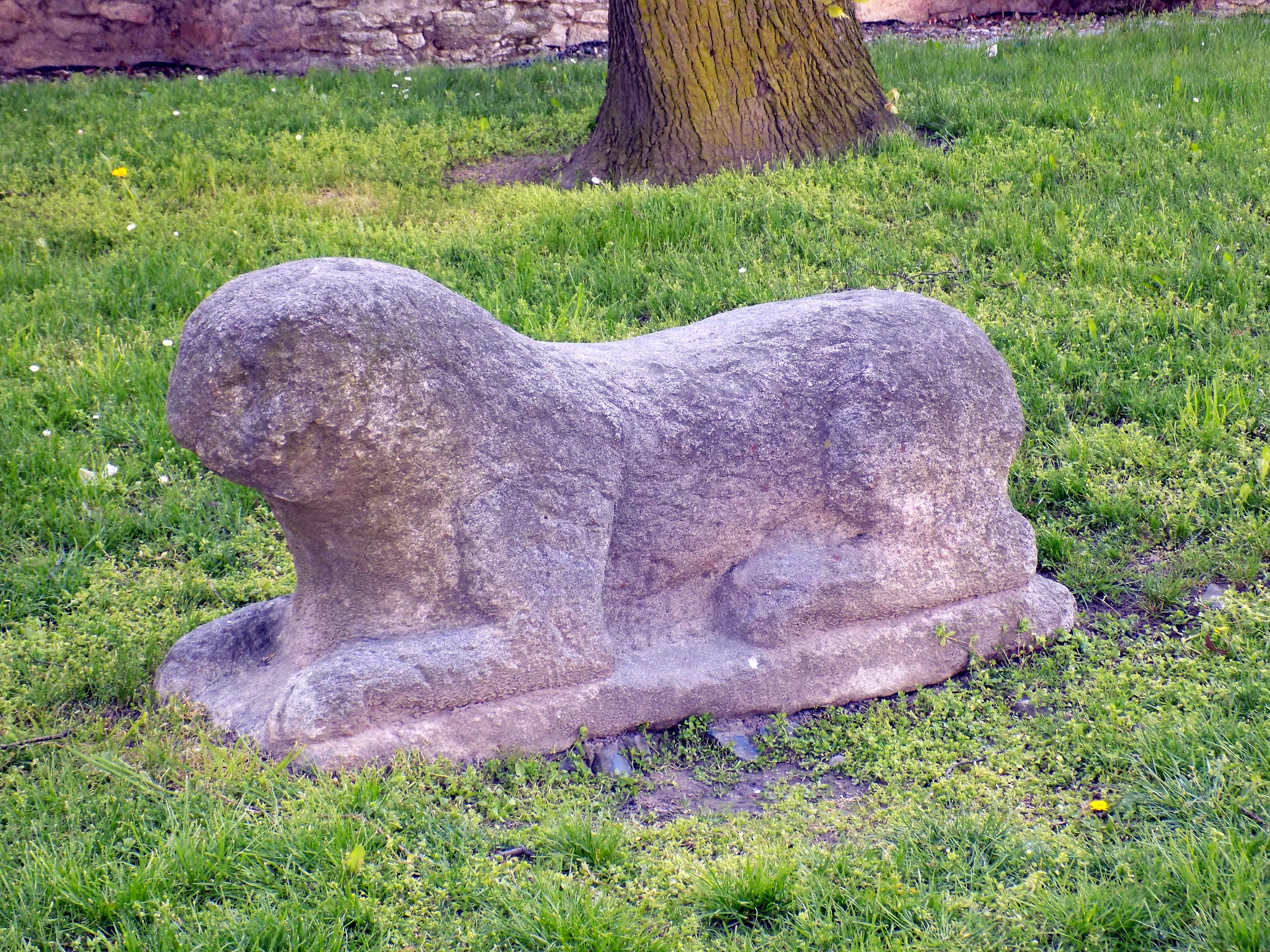
Скульптура — Романский лев или Медведь